# دونالد غوتيرز
دونالد غوتيرز (بالإنجليزية: Donald Gutierrez)‏ هو صحفي وكاتب أمريكي، ولد في 10 مارس 1932 في سان فرانسيسكو في الولايات المتحدة، وتوفي في 29 أكتوبر 2013.